# Champaign-Urbana Challenger
Lo  Champaign-Urbana Challenger, noto anche come Paine Schwartz Partners Challenger e in precedenza come JSM Challenger per ragioni di sponsorizzazione, è un torneo professionistico maschile di tennis che si tiene annualmente a Champaign-Urbana negli Stati Uniti dal 1996. Fa parte dell'ATP Challenger Tour e si gioca sui campi in cemento indoor dell'Atkins Tennis Center di Urbana.
Justin Gimelstob, Henri Laaksonen, e Tim Smyczek condividono il record per maggiori vittorie nel singolare, due ciascuno, mentre  nel doppio Rajeev Ram con 3 trofei si staglia al di sopra degli altri.

## Albo d'oro

### Singolare
| Anno | Campione             | Finalista           | Punteggio           |
| ---- | -------------------- | ------------------- | ------------------- |
| 2024 | Ethan Quinn          | Nishesh Basavareddy | 6–3, 6–1            |
| 2023 | Patrick Kypson       | Alex Michelsen      | 6–4, 6–3            |
| 2022 | Ben Shelton          | Aleksandar Vukic    | 0–6, 6–3, 6–2       |
| 2021 | Stefan Kozlov        | Aleksandar Vukic    | 5–7, 6–3, 6–4       |
| 2020 | Non disputato        | Non disputato       | Non disputato       |
| 2019 | Jeffrey John Wolf    | Sebastian Korda     | 6–4, 6(3)–7, 7–6(6) |
| 2018 | Reilly Opelka        | Ryan Shane          | 7–6(6), 6–3         |
| 2017 | Tim Smyczek (2)      | Bjorn Fratangelo    | 6–2, 6–4            |
| 2016 | Henri Laaksonen (2)  | Ruben Bemelmans     | 7–5, 6–3            |
| 2015 | Henri Laaksonen (1)  | Taylor Fritz        | 4–6, 6–2, 6–2       |
| 2014 | Adrian Mannarino     | Frederik Nielsen    | 6–2, 6–2            |
| 2013 | Tennys Sandgren      | Samuel Groth        | 3–6, 6–3, 7–6(4)    |
| 2012 | Tim Smyczek (1)      | Jack Sock           | 2–6, 7–6(1), 7–5    |
| 2011 | Alex Kuznetsov       | Rik De Voest        | 6–1, 6–3            |
| 2010 | Alex Bogomolov Jr.   | Amer Delić          | 5–7, 7–6(6), 6–3    |
| 2009 | Michael Russell      | Taylor Dent         | 7–5, 6–4            |
| 2008 | Kevin Anderson       | Kevin Kim           | 6–3, 6–4            |
| 2007 | Jesse Levine         | Donald Young        | 7–6(4), 7–6(4)      |
| 2006 | Amer Delić           | Zack Fleishman      | 6–3, 6–0            |
| 2005 | Danai Udomchoke      | Justin Gimelstob    | 7–5, 6–2            |
| 2004 | Justin Gimelstob (2) | Ramón Delgado       | 6–4, 6–4            |
| 2003 | Paul Goldstein       | Brian Vahaly        | 6–3, 6–1            |
| 2002 | Robby Ginepri        | Eric Taino          | 6–1, 3–6, 6–3       |
| 2001 | Ivo Karlović         | Robby Ginepri       | 6–4, 7–6(5)         |
| 2000 | Jeff Salzenstein     | Antony Dupuis       | 7–6(4), 6–4         |
| 1999 | Frédéric Niemeyer    | Sébastien Lareau    | 7–6(7), 3–6, 7–6(5) |
| 1998 | Daniel Nestor        | Maurice Ruah        | 3–6, 7–6(3), 6–3    |
| 1997 | Andrew Richardson    | Cecil Mamiit        | 6(4)–7, 7–6(4), 6–3 |
| 1996 | Justin Gimelstob (1) | Steve Bryan         | 5–7, 6–3, 6–4       |

### Doppio
| Anno | Campioni                                | Finalista                             | Punteggio           |
| ---- | --------------------------------------- | ------------------------------------- | ------------------- |
| 2024 | Evan King Reese Stalder                 | James Davis James MacKinlay           | 7–6(3), 7–5         |
| 2023 | John-Patrick Smith (2) Sem Verbeek      | Lucas Horve Oliver Okonkwo            | 6–2, 7–6(4)         |
| 2022 | Robert Galloway Hans Hach Verdugo       | Ezekiel Clark Alfredo Perez           | 3–6, 6–3, [10–5]    |
| 2021 | Nathaniel Lammons Jackson Withrow       | Treat Conrad Huey Max Schnur          | 6–4, 3–6, [10–6]    |
| 2020 | Non disputato                           | Non disputato                         | Non disputato       |
| 2019 | Christopher Eubanks Kevin King          | Evan Hoyt Martin Redlicki             | 7–5, 6–3            |
| 2018 | Matt Reid John-Patrick Smith (1)        | Hans Hach Verdugo Luis David Martínez | 6–4, 4–6, [10–8]    |
| 2017 | Leander Paes Purav Raja                 | Ruan Roelofse Joe Salisbury           | 6–3, 6(5)–7, [10–5] |
| 2016 | Austin Krajicek (2) Tennys Sandgren     | Luke Bambridge Liam Broady            | 7–6(4), 7–6(2)      |
| 2015 | David O'Hare Joe Salisbury              | Austin Krajicek Nicholas Monroe       | 6–1, 6–4            |
| 2014 | Ross William Guignon Tim Kopinski       | Frank Dancevic Adil Shamasdin         | 7–6(2), 6–2         |
| 2013 | Edward Corrie Daniel Smethurst          | Austin Krajicek Tennys Sandgren       | 7–6(5), 0–6, [10–7] |
| 2012 | Devin Britton Austin Krajicek (1)       | Jean Andersen Izak van der Merwe      | 6–3, 6–3            |
| 2011 | Rik De Voest (2) Izak van der Merwe (2) | Martin Emmrich Andreas Siljeström     | 2–6, 6–3, [10–4]    |
| 2010 | Raven Klaasen Izak van der Merwe (1)    | Ryler DeHeart Pierre-Ludovic Duclos   | 4–6, 7–6(2), [10–4] |
| 2009 | Brian Battistone Dann Battistone        | Treat Conrad Huey Harsh Mankad        | 7–5, 7–6(5)         |
| 2008 | Rajeev Ram (3) Bobby Reynolds           | Olivier Charroin Nicolas Tourte       | 3–6, 6–3, [10–6]    |
| 2007 | Harel Levy Sam Warburg                  | Brendan Evans Scott Lipsky            | 6–4, 6–0            |
| 2006 | Rik De Voest (1) Rajeev Ram (2)         | André Sá Brian Wilson                 | 6–3, 4–6, [10–7]    |
| 2005 | Ashley Fisher Tripp Phillips            | Justin Gimelstob Rajeev Ram           | 6–3, 5–7, 6–0       |
| 2004 | Brian Baker Rajeev Ram (1)              | Justin Gimelstob Graydon Oliver       | 7–6(5), 7–6(7)      |
| 2003 | Travis Parrott Bruno Soares             | Brian Baker Rajeev Ram                | 4–6, 6–4, 6–1       |
| 2002 | Gabriel Trifu Glenn Weiner              | Eric Taino Martin Verkerk             | 6–3, 6–2            |
| 2001 | Mardy Fish (2) Jeff Morrison            | Paul Rosner Gabriel Trifu             | 6–3, 5–7, 6–4       |
| 2000 | Taylor Dent Mardy Fish (1)              | Noam Behr Michael Russell             | W/O                 |
| 1999 | Paul Goldstein Jim Thomas               | Bob Bryan Mike Bryan                  | 6–7, 7–6, 7–6       |
| 1998 | Jared Palmer Jonathan Stark             | Doug Flach Mark Merklein              | 6–4, 7–6(4)         |
| 1997 | Michael Sell Kevin Ullyett              | Gouichi Motomura Takao Suzuki         | 3–6, 7–6, 6–2       |
| 1996 | David DiLucia Scott Humphries           | Brandon Coupe Trey Phillips           | 6–4, 6–2            |